# Girugamesh
A Girugamesh (ギルガメッシュ; gyakran Girugämesh-ként stilizálva) egy japán visual kei zenekar, amely 2003-ban alakult Csibában. Alapító tagjai Sú és Nii, akik már általános iskolás koruk óta barátok. Az énekes Cyrien, a gitáros Hotaru, a basszusgitáros pedig Sú volt. Ez a volt a felállás egészen 2004-ig. Ekkor ugyanis Cyrien elhagyta az együttest és a Sel’m nevű együttes énekese lett. A gitáros, Hotaru szintén kilépett. Cyrien helyére Szatosi, Hotaru helyére pedig Nii lépett. Sú a basszusgitáros, Ryo pedig a dobos. 2004-ben leszerződtek a Gaina Japan lemezkiadóval. 2005-ben adták ki az első lemezboltokban is kapható kislemezüket „Kaisen szengen” (Kikaku-gata enban) címmel, amely az Oricon kislemezlistáján a százkilencvenhetedik helyen végzett. 2005-ben országos turnéra indultak, és kiadták első koncertfelvételüket. 2006 szeptemberében jelent meg első albumuk, 13’s Reborn címmel, és ezután folyamatosan jelentek meg albumaik. 2016-ban feloszlottak.

## Tagok

### Jelenlegi tagok
- Szatosi (左迅; Hepburn: Satoshi?) – ének, dalszövegíró
- Nii (弐?) – gitár
- Sú (愁; Hepburn: Shū?) – basszusgitár
- Ryo – dobok, elsődleges zeneíró

### Korábbi tagok
- Cyrien – ének (2003–2004)
- Hotaru – gitár (2003–2004)

## Diszkográfia

### Stúdióalbumok
- 13’s Reborn (2006, #122)
- Girugamesh (2007, #118)
- Music (2008, #36)
- Now (2009, #35)
- Go (2011, #30)

### Középlemezek
- Goku (Sohan-gata enban)  (2005, #243)
- Reason of Crying (2007, #119) akkor már ez se legyen normálisan írva :D:D

### Koncertfelvételek
- Volcano (2007, #157)
- Crazy Crazy Crazy (2009, #55)
- Gaiszen-kóen "Chiba"  (2012, #119)

### Kislemezek
- Siszaku-gata enban  (2004)
- Jelato (2004)
- Szakurami (2004)
- „Kaisen szengen” (Kikaku-gata enban)  (2004, #197)
- „Kuukjo no ucuva” (Kjoszaku-gata enban)  (2004)
- Kareszaki uta (Kaidzsó-gata enban)  (2005)
- Szenjuu kjótó uta  (2005)
- Kjozecu szareta cukue (Tandoku-gata enban)  (2005)
- Fukai no jami (Meikjó-gata enban)  (2005, #141)
- Honnó Kaihó (Kakuszei-gata enban)  (2005)
- Riszei kairan (Rancsó-gata enban)  (2004, #180)
- Meikjó Terrorism  (2006)
- Zero mukei-gata enban  (2006, #122)
- Omae ni szaszageru minikui koe  (2006)
- Alive (2009, #46)
- Border (2009, #49)
- Crying Rain (2009, #33)
- Color (2010, #32)
- Inocsi no ki  (2010, #35)
- Zeccsó Bang!!  (2012, #30)